# Нет войне!
«Нет войне!» (укр. Ні війні!) — пацифістський слоган, який використовується противниками російського військового вторгнення в Україну під час російсько-української війни в мікроблогах та соціальних мережах (а також фігурує на плакатах під час акцій протесту), починаючи з 24 лютого 2022 року як хештег. Висловлює неприйняття офіційного формулювання «спеціальна військова операція на Донбасі», а також солідарність з українським народом. Сам слоган «Нет войне!» виник набагато раніше і його можна побачити наприклад у фільмі «Время вспомнить» 1986 року. 

## Використання
Основний меседж хештега «Нет войне!» — демонстрація підтримки українського народу в його небажанні війни, визнання суверенітету і територіальної цілосності України, солідарність в оцінці антиукраїнської направленості політики керівництва Кремля і підтримка бажання дружніх і добросусідських відносин між країнами.

## Реакція в Росії
Після того як Російська Федерація розпочала повномасштабне вторгнення в Україну,
в російських містах розпочались антивоєні акції, а користувачі російського сегмента Facebook, Instagram, Twitter, TikTok, Telegram активно виражають свою позицію «Нет войне!».
Хештег «Нет войне!» в перший день війни, 24 лютого 2022 року, потрапив в тренди Twitter.
На підтримку українського народу виступили російські громадські діячі, правозахисники, представники культури, науки та спорту, відомі журналісти та блогери: Іван Ургант, Валерій Меладзе, Земфіра, Данило Козловський, Ілля Варламов, Максим Кац, Олександр Роднянський, Рената Литвинова, Борис Гребєнщиков, Максим Галкін, Алла Пугачова, Леонід Парфьонов, Лія Ахеджакова, Мирон Федоров (Oxxxymiron), Катерина Шульман, Юрій Дудь, головний редактор «Нової газети», володар Нобелівської премії миру Дмитро Муратов, Михайло Зиґар, Борис Акунін, Ксенія Собчак, Ксенія Дукаліс, тенісист Андрій Рубльов та багато інших.
Відкритий лист російських працівників культури та мистецтва проти війни з Україною

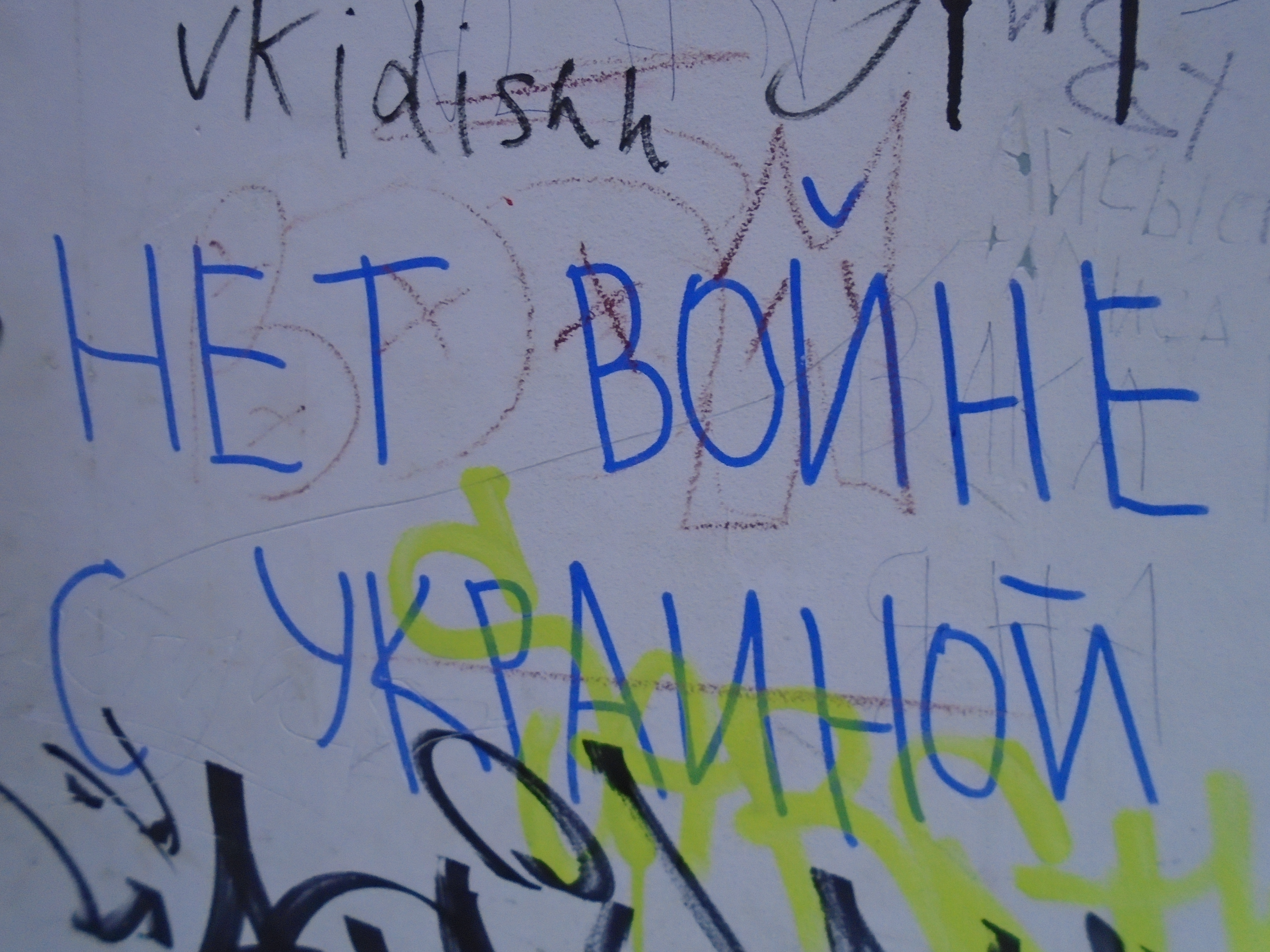
Графіті в Казані (Татарстан), 2022 рік

Художники, куратори, архітектори, критики, мистецтвознавці, артменеджери — представники культури та мистецтва Російської Федерації — ініціювали відкритий лист із висловленням солідарності з жителями України та протестом проти війни. На 22:00 по київському часу 27 лютого листа підписали 17000 осіб.
|  | Ми, художники, куратори, архітектори, критики, мистецтвознавці, артменеджери — представники культури та мистецтва Російської Федерації — висловлюємо свою абсолютну солідарність із жителями України та говоримо рішуче „НІ ВІЙНІ!“. Ми вимагаємо негайної зупинки всіх військових дій, виведення російських військ з території України та проведення мирних переговорів. |

### Антивоєнні протести в Росії

Біло-синьо-білий прапор — символ антивоєнних протестів (пізніше російських радикально-опозиціних збройних формувань) у Росії, який пропонується як новий прапор для парламентської республіки

Росіяни виходили в поодинчі пікети в Санкт-Петербурзі, Пскові, Хабаровську, Новосибірську, Тольяті, Кірові та інших містах.
Масові акції протесту, які відбулись 24 лютого в Москві та Санкт-Петербурзі, були жорстко придушені правоохонцями, більше 1500 учасників та учасниць акції були затримані..
За перші чотири дні протесту, за даними «ОВД-Инфо», були затримані 5729 чоловіків і жінок.

## Знакові моменти
Гостре неприйняття росіянами формулювання «специальная военная операция в Донбассе» викликала атака Росії на український острів Зміїний в Чорному морі. Родичі деяких російських чиновників, які виправдовують війну Росії проти України, також висловили свою незгоду з таким рішенням Кремля через хештег «Нет войне!». Серед них опинилася навіть Ліза Пєскова, дочка офіційного представника Кремля Дмитра Пєскова.